# Kyrnysza
Kyrnysza (ros. Кырныша) – wieś (dieriewnia) w Rosji, w Republice Komi, w rejonie ust-kułomskim. W 2010 liczyła 137 mieszkańców.